# Krasnojarsk
Krasnojarsk (ros. Красноярск) – miasto w azjatyckiej części Rosji, trzecie co do wielkości miasto Syberii, położone nad rzeką Jenisej; stolica Kraju Krasnojarskiego; 1 093 771 mieszkańców (2020). Wraz z aglomeracją liczy 1,155 mln mieszkańców (stan na 2012), dzięki czemu stanowi 12. miasto w Rosji pod względem liczby ludności. Port rzeczny, węzeł kolejowy.
W okolicy Park Narodowy „Słupy Krasnojarskie”.

## Historia
Miasto zostało założone w lipcu 1628 roku przez kozaków bojara Andrzeja Dubieńskiego jako ostróg dla obrony przed Tatarami, zamieszkującymi wybrzeże Jenisieju. Pierwotną nazwą miasta był „Krasnyj jar” od tatarskiej nazwy miejscowości „Kyzył Dżar”, czyli „czerwone wzgórze”. Obecną nazwę nadano po otrzymaniu praw miejskich w 1690 roku.
Szybki wzrost Krasnojarska rozpoczął się po doprowadzeniu do miasta Traktu Moskiewskiego (obecna autostrada M53), która połączyła Krasnojarsk z Aczyńskiem, Kańskiem i resztą Rosji. Odnalezienie w okolicach miasta zasobów złota i wybudowanie w 1895 roku kolei przyśpieszyło rozwój miasta.
Od 1822 roku miasto pozostaje stolicą guberni jenisejskiej.

## Gospodarka
W mieście rozwinął się przemysł maszynowy, chemiczny, stoczniowy, elektrotechniczny, celulozowo-papierniczy, materiałów budowlanych, gumowy oraz włókienniczy. Ponadto w mieście produkuje się pianina.

## Transport
- Tramwaje w Krasnojarsku
- Port lotniczy Krasnojarsk
- KrasAir – była linia lotnicza
- Krasnojarsk Passażyrskij – stacja kolejowa
- Metro w Krasnojarsku

## Sport
- Dinamo Krasnojarsk – klub piłkarski
- Mietałłurg-Jenisiej Krasnojarsk – klub piłkarski
  - Stadion Centralny – obiekt klubu
- Jenisiej Krasnojarsk (koszykówka) – klub koszykarski
- Sokoł Krasnojarsk – klub hokejowy

### Imprezy sportowe
Miasto zostało wybrane na gospodarza Zimowej Uniwersjady w 2019 roku.

## Krasnojarscy sportowcy
- Jelena Chrustalowa – biathlonistka, medalistka igrzysk olimpijskich i azjatyckich
- Olga Miedwiedcewa – biathlonistka, mistrzyni olimpijska oraz świata
- Michaił Sazonow – kulturysta, trójboista siłowy
- Jewgienij Ustiugow – biathlonista, mistrz olimpijski i medalista mistrzostw świata

## Współpraca
- Heihe, Chińska Republika Ludowa
- Binzhou, Chińska Republika Ludowa
- Istarawszan, Tadżykistan
- Mohylew, Białoruś
- Sault Ste. Marie, Kanada
- Daqing, Chińska Republika Ludowa
- Harbin, Chińska Republika Ludowa
- Ułan Bator, Mongolia
- Samarkanda, Uzbekistan
- Oneonta, Stany Zjednoczone
- Qiqihar, Chińska Republika Ludowa
- Cremona, Włochy
- Unterschleißheim, Niemcy
- Changchun, Chińska Republika Ludowa
- Żylina, Słowacja